# Klas Karterud
Klas Richard Karterud,  född 7 juli 1962, är en svensk regissör. Han har regisserat flera svenska TV-serier och även arbetat med teaterpjäser, bland annat regisserade han Peter Barlachs pjäs Tusen och en nålar för Teatergruppen Temporär.

## Filmografi
Regi
- 1999 – Vänner och fiender (TV-serie)
- 1998–1999 – Skilda världar (TV-serie)
- 1997-98 – Tre Kronor (TV-serie)
- 2002 – Spung (TV-serie)
- 2003 – Belinder auktioner (TV-serie)

2007-09 Andra Avenyn
- 2009 – Riverside (TV-serie)

2015 Drakhjärta
Foto
- 2011 – För barnets skull
- 2012 – Som en Zorro
- 2015 – Cirkus Imago – en chans på miljonen
- 2015 – Det borde finnas regler